# Ceratinopsis benoiti
Ceratinopsis benoiti là một loài nhện trong họ Linyphiidae.
Loài này thuộc chi Ceratinopsis. Ceratinopsis benoiti được Herman Theodor Holm miêu tả năm 1968.